# Герб Коломацького району
Герб Коломацького райо́ну — офіційний символ Коломацького району Харківської області, затверджений рішенням сесії районної ради від 23 лютого 2000 року.

## Опис
Щит перетятий. На верхньому лазуровому полі золотий ріг достатку та кадуцей у косий хрест; на нижньому золотому полі з зеленою базою червона фортеця з відчиненою брамою.
Художники — К. М. Богатов, В. М. Напиткін.